# Produce Camp Asia: Thailand
Produce Camp Asia: Thailand (en tailandés, ช่วง เอเชีย ไทยแลนด์; chino, 创造营亚洲泰国; pinyin, Chuàng ZàoYíng: Thailand), conocida oficialmente como CHUANG ASIA: THAILAND, es la quinta temporada de Produce 101 China, un programa de supervivencia de ídolos. El programa reunió a 70 aprendices de diferentes países y agencias para formar un grupo de chicas internacional a través de los votos de los espectadores globales.
Se estrenara el 3 de febrero, el programa se transmitirá por One 31 y WeTV, todos los sábados a las 9:30 GMT+7 y la versión sin cortes a las 11:00 GMT+7, con subtítulos disponibles en varios idiomas.

## Contenido
En la primera mitad de 2023, se anunció que Chuang (también conocido como Produce Camp) filmaría temporadas en otros países de Asia bajo el nombre de Chuang Asia, comenzando con el primer capítulo del programa en Tailandia. Las audiciones se abrieron oficialmente el 14 de julio de 2023 para mujeres de cualquier nacionalidad nacidas antes de 2008.
Chuang Asia: Thailand reunió a 70 aprendices que aceptaron varios desafíos para luchar por un lugar en la nueva girl band. El programa se está filmando en Tailandia y la grabación comenzó a fines de 2023. El 27 de septiembre, WeTV reveló que Jackson Wang será el mentor principal del programa durante una conferencia de prensa.

## Mentores

### Mentores Principales
En septiembre de 2023, Tencent Video anunció que crearía la quinta temporada de su serie Produce 101 China, con Jackson Wang como productor nacional. En diciembre de 2023, Tencent Video anunció cuatro mentores adicionales, a saber; Jeff Satur, Mike Angelo, Ten y Nene de BonBon Girls.
| Artista      | Edad | Rol              | Notas                                                        |
| ------------ | ---- | ---------------- | ------------------------------------------------------------ |
| Jackson Wang | 29   | Mentor principal | Miembro de Got7                                              |
| Mike Angelo  | 34   | Mentor           | Cantante y actor tailandés                                   |
| Jeff Satur   | 28   | Mentor           | Cantante y actor tailandés                                   |
| Nene         | 26   | Mentor           | concursante de Produce Camp 2020 y exmiembro de BonBon Girls |
| Ten          | 27   | Mentor           | Member of NCT, WayV                                          |

### Mentores Invitados
| Artista       | Edad | Aparición en el programa | Notas            |
| ------------- | ---- | ------------------------ | ---------------- |
| Santa Uno     | 25   | Episodio 6               | Miembro de INTO1 |
| Nine Kornchid | 24   | Episodio 6               | Miembro de INTO1 |

## Concursantes
Color key
- Concursantes que fueron eliminados en la primera ronda
- Concursantes que abandonaron el programa

| 70 Concursantes        | 70 Concursantes  | 70 Concursantes  | 70 Concursantes        | 70 Concursantes  |
| ---------------------- | ---------------- | ---------------- | ---------------------- | ---------------- |
| Pailiu (ไผ่หลิว)         | P. Amp (พี.แอมป์)  | Kaylen           | Pream (พรีม)            | Liliana Li       |
| J JAZZSPER (เจแจ๊สเปอร์) | Ma Liya (马丽亚) | Didi             | Wang Yibing            | Kittie           |
| Phingphing (ผิงผิง)      | Ninnint (นิ่นนิ้น)   | Rei              | MingMing (หมิงหมิง)      | Praew (แพรว)     |
| Akina (アキナ)         | Shye             | Jasmine (จัสมิน)   | Emma                   | Panda (แพนด้า)    |
| Mamcù (มัมคู)            | Qiao Yi Yu       | Preemmy (ปรีมี)    | Xin Meng               | Yui              |
| Xuanning               | Natty (แนทตี้)     | Jaoying (เจ้าหญิง) | Pangjang (แพงจัง)       | Ilene (ไอลีน)     |
| Pimmie (พิมมี่)           | Yuan Ke          | Mao Xiu Ling     | Acare (เอคอร์)          | Caith            |
| Chaba (ชบา)            | R-Jing (อาจิง)    | Mao Xiu Ting     | Kanompang (ขนมปัง)      | Grace (เกรซ)     |
| Wang Ke (王珂)         | Chacha (ชาช่า)    | Geumhee (금희)   | Krista Shim (คริสต้า ชิม) | Zoi              |
| Aun Aun                | Tegan            | Seoyeon (서연)   | Coco                   | Wanyan Jiayi     |
| Devi                   | Elyn             | Duna (두나)      | Wang Sheng Xi          | TN (ตี๋เอ็น)        |
| Xueyao (雪瑶)          | Yean (ยีนส์)       | Rose (โรส)       | TK (ทีเค)               | Si Yang          |
| Lissa (ลิซซ่า)           | Rinka (凛香)     | Yeham (예함)     | Vita (วิต้า)             | Jessica (เจสซิก้า) |
| Ray (เรย์)              | Ruan (琉杏)      | Ánh Sáng         | Zhang Xiang Yi         | Lu Yuting        |

## Discografía

### Sencillos
| Título       | Fecha               | Idioma    | Álbum                                 |
| ------------ | ------------------- | --------- | ------------------------------------- |
| ฝันฤดูร้อน      | 31 de enero de 2024 | Tailandés | Sencillo que no pertenecen a un álbum |
| Summer Dream | 31 de enero de 2024 | Inglés    | Sencillo que no pertenecen a un álbum |